# GOLDEN☆BEST 酒井法子
『GOLDEN☆BEST 酒井法子』（ゴールデン☆ベスト さかいのりこ）は、酒井法子のベスト・アルバム。2009年9月16日発売予定だったが、発売中止となり、芸能活動再開・刑期満了後の2017年2月22日に発売となった。発売元はJVCケンウッド・ビクターエンタテインメント。規格品番：VICL-70226。

## 概要
2009年8月、酒井が逮捕されたため、レコード会社により発売を自粛し、本作は発売中止が決定した。また、酒井の旧譜のCDは回収されていた。
その後酒井が芸能活動を再開し、執行猶予期間も満了したことから、2017年2月にようやく発売された。
各レコード会社から発売されているゴールデン☆ベストシリーズの中の1枚。SHM-CD仕様。
最大のヒット曲である「碧いうさぎ」を筆頭に、デビューした年である1987年から1998年までのシングル曲を売り上げの高かった順に収録している（1991年から1994年までの曲は収録していない）。逮捕前の最新のベスト・アルバムだった『大好き 〜My Moments Best〜』には『PURE』（1999年作品）以降のシングル曲が収録されていたのに対し、本作では選曲から漏れている。

## 収録曲
1. 碧いうさぎ
2. 鏡のドレス
3. 涙色
4. ホンキをだして
5. Love Letter
6. 1億のスマイル － PLEASE YOUR SMILE －
7. HAPPY AGAIN
8. Here I am ～泣きたいときは泣けばいい～
9. 横顔
10. さよならを過ぎて
11. GUANBARE
12. 夢冒険
13. ノ・レ・な・いTeen-age
14. 幸福なんてほしくないわ
15. 渚のファンタシィ
16. 微笑みを見つけた
17. ダイヤモンド☆ブルー
18. ALL RIGHT
19. 男のコになりたい